# Jordy Makengo
Jordy Makengo Basambundu (Saint-Denis, 3 agosto 2001) è un calciatore francese, difensore del Friburgo.

## Carriera
Makengo è cresciuto nel settore giovanile di Paris 13 Atletico ed Auxerre, dove ha giocato nella squadra riserve dal 2019 al 2021. Nel maggio 2021 è stato acquistato a titolo definitivo dal Friburgo che lo ha assegnato alla propria seconda squadra militante in 3. Liga.
Il 2 ottobre 2023 ha prolungato il contratto con il club tedesco ed il 4 novembre 2021 ha debuttato in prima squadra nell'incontro di Bundesliga pareggiato 3-3 contro il Borussia M'gladbach.

## Statistiche

### Presenze e reti nei club
Statistiche aggiornate al 9 dicembre 2023.
| Stagione        | Squadra         | Campionato      | Campionato | Campionato | Coppe nazionali | Coppe nazionali | Coppe nazionali | Coppe continentali | Coppe continentali | Coppe continentali | Altre coppe | Altre coppe | Altre coppe | Totale | Totale | Totale |
| Stagione        | Squadra         | Comp            | Pres       | Reti       | Comp            | Pres            | Reti            | Comp               | Pres               | Reti               | Comp        | Pres        | Reti        | Pres   | Reti   |        |
| --------------- | --------------- | --------------- | ---------- | ---------- | --------------- | --------------- | --------------- | ------------------ | ------------------ | ------------------ | ----------- | ----------- | ----------- | ------ | ------ | ------ |
| 2019-2020       | Auxerre 2       | N3              | 3          | 0          |                 | -               | -               |                    | -                  | -                  |             | -           | -           | 3      | 0      |        |
| 2020-2021       | Auxerre 2       | N2              | 1          | 0          |                 | -               | -               |                    | -                  | -                  |             | -           | -           | 1      | 0      |        |
| 2021-2022       | Friburgo II     | 3L              | 5          | 0          |                 | -               | -               |                    | -                  | -                  |             | -           | -           | 5      | 0      |        |
| 2022-2023       | Friburgo II     | 3L              | 35         | 0          |                 | -               | -               |                    | -                  | -                  |             | -           | -           | 35     | 0      |        |
| 2023-2024       | Friburgo II     | 3L              | 6          | 0          |                 | -               | -               |                    | -                  | -                  |             | -           | -           | 6      | 0      |        |
| 2023-2024       | Friburgo        | BL              | 4          | 0          | CG              | 0               | 0               | UEL                | 2                  | 0                  |             | -           | -           | 4      | 0      |        |
| Totale carriera | Totale carriera | Totale carriera | 53         | 0          |                 | 0               | 0               |                    | 1                  | 0                  |             | -           | -           | 54     | 0      |        |